# Nerenia francoisi
Nerenia francoisi är en insektsart som beskrevs av Bolívar, I. 1905. Nerenia francoisi ingår i släktet Nerenia och familjen Pyrgomorphidae. Inga underarter finns listade i Catalogue of Life.